# Замковый (остров, Выборг)
За́мковый о́стров — остров в Выборгском заливе (ранее в устье Вуоксы), на котором в 1293 году был заложен Выборгский замок. До постройки замка носил название Воло́вий. Позднее остров долгое время не носил официального названия.

## Географическое положение
Остров располагается в Крепостном проливе, отделяющем остров Твердыш от материковой части с юго-востока, причём ширина пролива между Замковым островом и материковой частью — около 25 м, а между островами Замковым и Твердыш — около 100 м. Оба острова соединяются с материковой частью посредством Крепостного моста, фактически являющегося двумя мостами и дамбой. Длина Замкового острова — 170 м, ширина — 122 м. Территориально остров расположен в Петровском микрорайоне города Выборга.

## История
До XVI—XVII веков Замковый остров являлся островом в западном устье реки Вуоксы. Располагаясь в узком проливе — части Вуоксинского торгового пути, ведущего из района Ладожского озера в воды Балтики, остров являлся важным стратегическим пунктом. Кроме того, остров был удобен для возведения оборонительных сооружений: его восточная часть представляла собой скальное плато, а северная часть — низменность, пригодную для хозяйственных построек. Совокупность этих факторов и привела к выбору острова как места для закладки в 1293 году новой крепости — Выборга.
Однако поселение на Замковом острове существовало ещё до закладки замка. В 1980-х годах, на основании сделанных находок, руководитель раскопок В. А. Тюленев смог сделать вывод о существовании здесь в XI—XII веках карельского острожка-убежища, в котором располагались склады товаров и немногочисленная стража.
Первоначально остров сообщался с берегами пролива посредством двух подъёмных мостов. Первый прямой мост, соединяющий берега пролива, расположенный на месте современного Крепостного моста, был построен в XVI веке. Деревянный мост на сваях получил название Абовский. Впоследствии мост неоднократно перестраивался.
Весьма распространена легенда о существовании подземного хода, соединяющего Замковый остров с материковой частью Выборга в районе дома Векрута. По легенде, ход, или «Матвеева дыра», был сооружён в XVI веке, а замурован в 1930-е годы. Попытки его исследования в 1910 году обернулись неудачей. Фактически же никаких достоверных сведений о существовании «Матвеевой дыры» в настоящее время не существует.